# Nonna Debonne

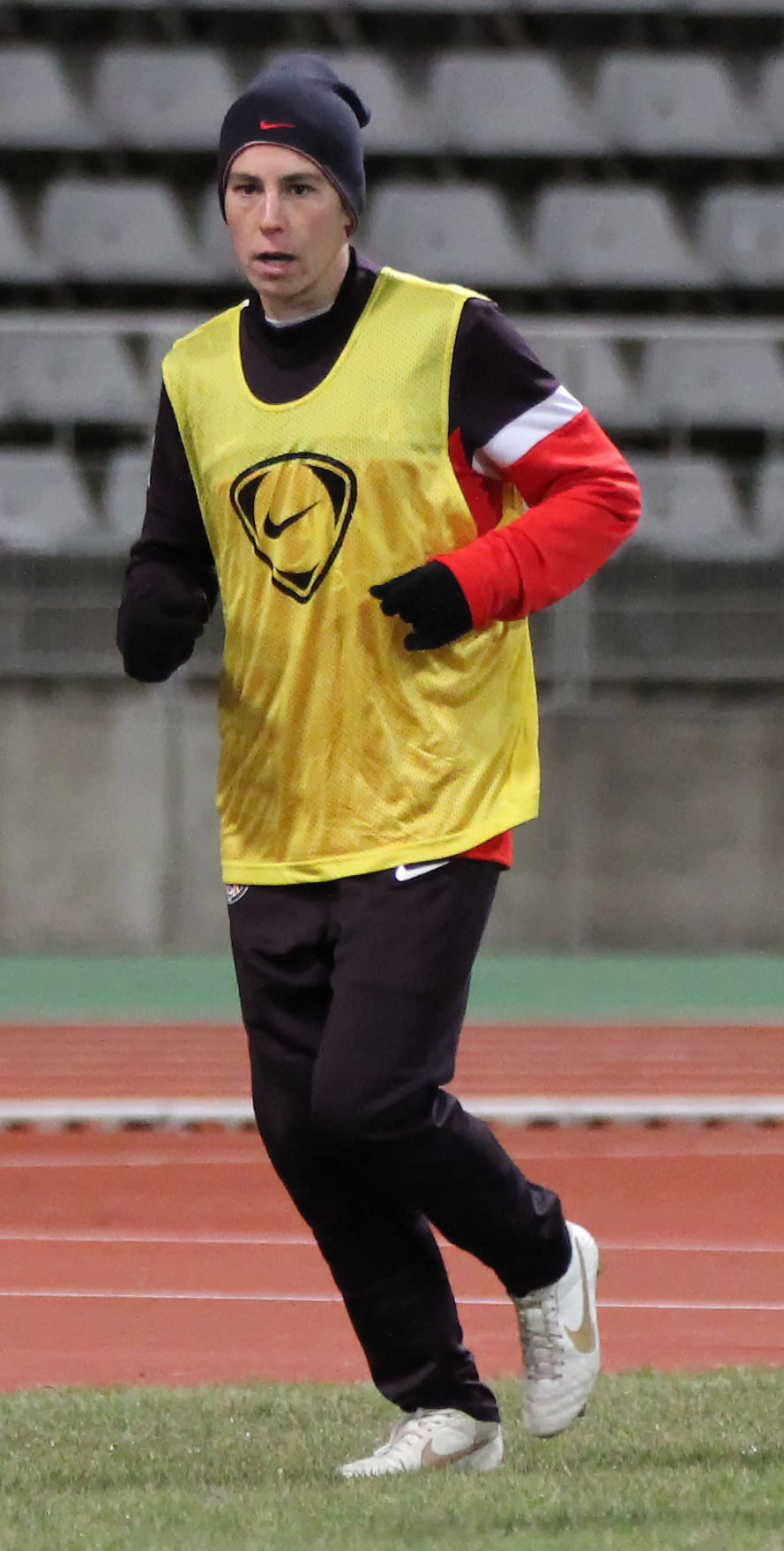
Nonna Debonne (2012)

Nonna Debonne (* 5. März 1985 in Le Mans) ist eine französische Fußballspielerin.

## Vereinskarriere
Nonna Debonne begann als Elfjährige mit dem Vereinsfußball bei La Patriote aus Bonnétable, einer Ortschaft in der Nähe ihrer Geburtsstadt. 1999 schloss sie sich dem UC Le Mans an, für den sie bis 2002 spielte. Aufgrund ihres Talents wurde sie die folgenden beiden Jahre im INF Clairefontaine, dem zentralen Leistungszentrum des französischen Fußballverbands FFF, ausgebildet; dort kam sie auch regelmäßig für dessen Frauenteam CNFE Clairefontaine zum Einsatz, für das sie in insgesamt 36 Erstligaspielen vier Treffer erzielte. Ihre Position war die einer defensiven Mittelfeldspielerin, allerdings fand sie damals bereits auch in der Abwehrreihe Verwendung.
Mit 19 zog es sie von dort zum Erstdivisionär Paris Saint-Germain FC, dessen Dress Debonne für ein volles Jahrzehnt trug. Mit den Frauen des Hauptstadtklubs gewann sie 2010 im Landespokal den einzigen Vereinstitel ihrer bisherigen Karriere, nachdem PSG zwei Jahre zuvor im Endspiel noch an Olympique Lyon gescheitert war. In der Liga hatte es lediglich zu drei Vizemeisterschaften (2011, 2013, 2014) gereicht. Ab 2013 war Nonna Debonne bei Paris als Stammspielerin nicht mehr unangefochten; deshalb verließ sie PSG 2014 – nach 154 Erstligaeinsätzen mit sechs eigenen Torerfolgen –, schlug ihre Zelte allerdings nur wenige Kilometer westlich bei Erstliganeuling FF Issy auf. Als deren Frauschaft am Ende der Saison 2014/15 prompt wieder in die zweite Division abstieg, kehrte sie zu ihrem mittlerweile zu Le Mans FC umbenannten frühen Verein zurück, ehe sie Anfang 2016 zur unterklassigen AS Poissy wechselte.
Ab 2017 spielte sie wieder in der Division 2, und das erneut bei dem reinen Frauenverein FF Issy und erneut als unangefochtene Stammspielerin. 2020 stiegen die Frauen aus Issy-les-Moulineaux in die Division 1 auf, und auch dort hat die dann 36-jährige Nonna Debonne in der Saison 2020/21 nahezu sämtliche Partien für den anlässlich des Aufstiegs in GPSO Issy umbenannten Klub bestritten und kommt auch 2021/22 noch zu Erstligaeinsätzen. (Stand: April 2022)
Bereits 2013 war ihr eine besondere Ehrung zuteilgeworden, als der Gemeinderat von Bonnétable das örtliche Stadion in Stade Nonna Debonne – Franck Maufay umbenannte.

### Stationen
- 1996–1999 La Patriote Bonnétable
- 1999–2002 UC Le Mans
- 2002–2004 CNFE Clairefontaine
- 2004–2014 Paris Saint-Germain FC
- 2014/15 FF Issy
- Juni 2015–Januar 2016 Le Mans FC
- Januar 2016–Juni 2017 AS Poissy
- seit 2017 FF (2020 umbenannt in GPSO) Issy

## Nationalspielerin
Über Nonna Debonnes Einsätze in Frankreichs weiblichen Nachwuchs-Jahrgangsauswahlen geben die vorliegenden Statistiken relativ wenig her. Mit Sicherheit festzuhalten ist allerdings, dass sie bei der A-Jugend-Europameisterschaft 2003 in Deutschland bei vier der fünf Spiele eingewechselt wurde – dies unterblieb lediglich im zweiten Gruppenspiel gegen Spanien –, sie dabei im Halbfinale gegen die Engländerinnen auch ein Tor erzielte und mit ihren Mitspielerinnen unter Trainer Bruno Bini den kontinentalen Titel gewann. Außerdem soll sie je zwei Spiele für die U-21 und die U-23 bestritten und auch bei Letzteren ein Tor geschossen haben.
Für die französische A-Nationalfrauschaft absolvierte Debonne unter dem inzwischen zum Nationaltrainer avancierten Bruno Bini zwei Länderspiele. Dabei ersetzte sie 2007 gegen China Sandrine Dusang in der Abwehr für lediglich noch eine Minute; im August 2009 gegen Japan hingegen stand sie sogar in der französischen Startelf.
Zudem kam sie dreimal in Frankreichs „zweitem Anzug“ (als France B oder France A’ bezeichnet) zur Verwendung: im Juni 2009 gegen Tunesien sowie im Frühjahr 2012 bei zwei Spielen gegen die japanische U-20, gegen die ihr in der zweiten Begegnung sogar das spielentscheidende Tor gelang.

## Palmarès
- U-19-Europameisterin 2003
- Französische Pokalsiegerin 2010 (und Finalistin 2008)